# Justice League Dark: Apokolips War
Justice League Dark: Apokolips War è un film d'animazione del 2020 diretto da Matt Peters e Christina Sotta.
Si tratta del trentottesimo titolo appartenente al ciclo dei DC Universe Animated Original Movies, nonché il sedicesimo capitolo del DC Animated Movie Universe (DCAMU) e l'ultimo del cosiddetto primo arco narrativo.

## Trama
Il malvagio tiranno di Apokolips Darkseid sta conquistando un pianeta dietro l'altro pertanto la Justice League, dati anche i due passati tentativi di invasione, decide di attaccare il pianeta infernale così da fermare per sempre il suo dominatore, lasciando i Teen Titans a guardia della Terra.
Darkseid, tuttavia, spia il piano di attacco sfruttando il collegamento che Cyborg ancora ha con le scatole madri e tende loro un'imboscata con i suoi "Paradooms" (Parademoni incrociati con il DNA di Doomsday). Nello scontro che segue Lanterna Verde (Hal Jordan) e Zatanna vengono divorati dai Paradooms, Aquaman viene ucciso dai Raggi Omega di Darkseid, Shazam riesce a scappare grazie a un boomdotto creato da Cyborg e John Constantine diserta senza alcuna ragione. Ai sopravvissuti spetta una sorte orribile: Superman viene privato dei suoi poteri attraverso un tatuaggio a base di Kryptonite; Batman subisce il lavaggio del cervello grazie alla sedia di Mobius e diventa il nuovo luogotenente di Darkseid con Lex Luthor come suo referente sulla Terra; Wonder Woman, Mera, Martian Manhunter, Hawkman e, successivamente, Starfire diventano invece le nuove Furie, dopo essere stati trasformati in androidi e aver perso la loro identità; Flash viene sfruttato come generatore di energia per il pianeta e infine Cyborg diviene il meccanismo di sicurezza del palazzo di Darkseid.
Due anni dopo, la Terra è ormai un dominio di Darkseid, che si prepara a rubarne il magma del nucleo attraverso tre macchinari così da alimentare i pozzi di Apokolips; per tentare di fermarlo Superman e Raven si recano a Londra e reclutano Constantine e il demone Etrigan come parte della resistenza guidata da Lois Lane, che convince a passare dalla sua parte anche Harley Quinn e la sua Suicide Squad, avendo contatti con una spia all'interno dell'esercito di Darkseid. Raven e Clark chiedono a John di portarli da Damian Wayne, divenuto il leader della Lega degli Assassini, il quale accetta di aiutarli così da potersi vendicare: durante l'attacco di Darkseid, infatti, gli altri Teen Titans (a parte Starfire) sono stati uccisi mentre Nightwing, morto anche lui durante lo scontro, è stato riportato in vita dal fratello adottivo grazie al Pozzo di Lazzaro, ma è impazzito.
Mentre il resto degli eroi sulla Terra si sacrifica per distruggere i tre macchinari (tra i quali Shazam, Batgirl, Batwoman, Batwing, Superboy e Swamp Thing che si unisce solo per salvare il "verde" del pianeta) i protagonisti, affiancati da Lois e dalla Suicide Squad, arrivano al palazzo di Luthor, in realtà loro alleato, e utilizzano il boomdotto della struttura per portare su Apokolips Superman (con addosso la stessa tuta che Lex aveva costruito per affrontarlo quando aveva ancora i poteri), Damian, Raven, Constantine ed Etrigan, approfittando che nel frattempo Darkseid sia sceso personalmente in campo per conquistare Oa e distruggere il Corpo delle Lanterne Verdi una volta per tutte. Mentre il resto della squadra si sacrifica per affrontare i Paradooms (eccetto Black Manta e Deadshot morti durante l'attacco), su Apokolips Superman, Raven, Etrigan e John affrontano gli ex compagni: Etrigan perde la vita scontrandosi con Wonder Woman ma John riesce a farla rinsavire avvolgendola col suo stesso lazo; successivamente il gruppo libera Flash dal generatore e Constantine usa la sua magia per esorcizzare Cyborg, facendolo rinsavire ("svegliando" anche gli altri eroi/Furie). Purtroppo, avendo visto come Flash stesso fosse il generatore (cosa della quale non erano al corrente), gli eroi si rendono conto che il loro piano iniziale non può funzionare. Comunque, nel tentativo di curare la mente di Flash con la magia, Constatine scopre che è stata proprio la creazione del Flashpoint a portare Darkseid ad ottenere la forza necessaria per sottomettere la Terra. Tutto quello che possono fare è aspettare l'arrivo di Darkseid e usare tutto quello che hanno per ucciderlo.
Una volta giunti nella sala centrale, il gruppo affronta Batman e Darkseid: Damian combatte col padre tentando di farlo rinsavire, ma solo la morte del ragazzo stesso per mano dei raggi omega del Tiranno di Apokolips riesce nell'impresa. John libera quindi Trigon dal cristallo di Raven e il satanico signore della guerra si impossessa di Superman, che si lancia in una lotta contro il tiranno spaziale del pianeta infernale; prima di farlo, però, Trigon uccide John che così ha modo di parlare con lo spirito di Zatanna, che gli confessa di essere stata lei stessa a farlo scappare con un incantesimo per salvargli la vita, per poi rimandarlo sul pianeta Terra e aspettare una nuova occasione di salvare l'universo. Dopo che i due maghi si sono salutati una seconda volta, Raven resuscita John e Damian, a cui confessa il suo amore. Una volta visto il sacrificio di Lois e gli altri per riattivare il boomdotto, Superman si libera dal controllo del demone (recuperando i suoi poteri) e si scaglia violentemente contro Darkseid, scatenando un epico scontro finale tra i due malvagi titani, ma purtroppo non riesce a sopraffarlo del tutto per cui John, con l'aiuto di Raven, libera Trigon in modo che questi gli faccia guadagnare tempo; grazie all'aiuto del demone che tiene occupato Darkseid, Cyborg usa le sue ultime forze per riportare tutti gli ex-eroi sulla Terra con un nuovo boomdotto e nel frattempo aprire un buco nero che inghiotte tutta Apokolips, spedendo Darkseid nel vuoto assieme a tutti i Paradooms (richiamati sempre da Cyborg) e Trigon.
Purtroppo il danno causato al pianeta è irreversibile: anche se Darkseid è stato eliminato assieme ai suoi servi, l'estrazione del magma terrestre è già stata in parte effettuata, per cui lo scenario meno negativo è che comunque muoiano almeno un miliardo di persone, prima che la situazione si stabilizzi. Superman, Batman e Wonder Woman non intendono arrendersi, ma John invece decide che la situazione è troppo grave e convince Flash a ricreare un Flashpoint: il mondo che verrà a crearsi sarà ignoto, ma di sicuro migliore di quello che c'è adesso. Il velocista quindi, seppur riluttante, accetta. Mentre Damian e Raven si danno il loro primo e ultimo bacio, guardando l'orizzonte assieme ai loro compagni, tutto l'universo viene avvolto da luce, segno che Flash è riuscito nell'impresa e l'universo sta per essere cambiato.

## Doppiaggio
| Personaggio                         | Doppiatore         |
| ----------------------------------- | ------------------ |
| John Constantine                    | Matt Ryan          |
| Clark Kent / Superman               | Jerry O'Connell    |
| Rachel Roth / Raven                 | Taissa Farmiga     |
| Damian Wayne / Robin                | Stuart Allan       |
| Darkseid                            | Tony Todd          |
| Etrigan                             | Ray Chase          |
| Bruce Wayne / Batman                | Jason O'Mara       |
| Diana Prince / Wonder Woman         | Rosario Dawson     |
| Lex Luthor                          | Rainn Wilson       |
| Lois Lane                           | Rebecca Romijn     |
| Zatanna Zatara                      | Camilla Luddington |
| Barry Allen / Flash                 | Christopher Gorham |
| Victor Stone / Cyborg               | Shemar Moore       |
| Harley Quinn                        | Hynden Walch       |
| Digger Harkness / Captain Boomerang | Liam McIntyre      |
| King Shark                          | John DiMaggio      |
| Trigon                              | John DiMaggio      |
| Lady Shiva                          | Sachie Alessio     |
| John Stewart / Green Lantern        | Roger R. Cross     |
| Alec Holland / Swamp Thing          | Roger R. Cross     |